# Special Forces (38-Special-Album)
Special Forces (US #10) ist das fünfte Studio-Album der Southern-Rock-Band 38 Special und wurde im Juni 1982 veröffentlicht. Aus dem Album wurden vier Hitsingles ausgekoppelt: Caught Up in You (US #1), You Keep Runnin' Away (US #7), Chain Lightnin' (US# 9) und Back on the Track (US #56).

## Songliste
- 1. Caught Up in You (Don Barnes, Jeff Carlisi, Jim Peterik) – 4:37
- 2. Back Door Stranger (Carlisi, Steele, Donnie Van Zant) – 4:38
- 3. Back on the Track (Carlisi, Steele, Van Zant) – 4:45
- 4. Chain Lightnin'  (Barnes, Peterik, Van Zant) – 5:01
- 5. Rough-Housin'  (Barnes, Steele, Van Zant) – 4:08
- 6. You Keep Runnin' Away (Barnes, Carlisi, Peterik) – 3:56
- 7. Breakin' Loose (Carlisi, Jack Grondin, Steele, Van Zant) – 3:32
- 8. Take 'Em Out (Barnes, Jim Barnes, Carlisi, Van Zant) – 4:07
- 9. Firestarter (Barnes, Steele, Van Zant) – 5:01

## Besetzung
- Don Barnes – Gitarre, Gesang, Hintergrundgesang
- Jim Barnes – Harfe
- Jimmy Barnes – Mundharmonika, Harfe
- Carol Bristow – Gesang, Hintergrundgesang
- Steve Brose – Schlagzeug
- Jeff Carlisi – Gitarre, Steel-Gitarre
- Terry Emery – Perkussion, Klavier
- Jack Grondin – Schlagzeug
- Larry Junstrom – Bass
- Steve Mcray – Tastaturen
- Lu Moss – Gesang, Hintergrundgesang
- Donnie Van Zant – Gesang

## Rezeption
Mike DeGagne von allmusic vergibt viereinhalb von fünf Sternen und urteilt: „Special Forces contains .38 Special's best song in „Caught Up in You,“ a hook-filled, smoothly sung radio rock gem that gets its energy from the grace and power of its chorus.“ (Special Forces enthält mit „Caught Up in You“ den besten Song von .38 Special, ein mit Melodiephrasen angefülltes, weich gesungenes Radiorock-Juwel, dass seine Energie aus der Anmut und Kraft des Refrains bezieht).